# 2023 au Québec
Cet article traite des événements survenus en 2023 au Québec. 

## Événements

### Janvier
- 10 janvier -
  - Le CF Montréal met fin à son contrat avec l'entraîneur chef de son club de réserve Sandro Grande. Celui-ci avait tenu des propos controversés à propos de l'attentat au Métropolis en 2012 contre la première ministre Pauline Marois: «La seule erreur que le tireur a commise la nuit dernière, c'est de rater sa cible! Marois! La prochaine fois, mon gars, j'espère!» Ces propos avaient été condamnés par tous les partis politiques élus à l'Assemblée nationale[1].
  - La PDG d'Hydro-Québec, Sophie Brochu, annonce son départ surprise, en plein milieu de son mandat à la tête de la Société d'État. Son départ n'aurait rien à voir avec son différend survenu il y a quelques mois auparavant avec le ministre responsable d'Hydro-Québec, Pierre Fitzgibbon[2].
- 12 janvier - Une explosion suivie d'un incendie éclate au garage Propane Lafortune de Saint-Roch-de-l'Achigan dans Lanaudière. Trois personnes employées de l'entreprise manquent à l'appel. L'explosion a été entendue plusieurs kilomètres à la ronde[3]. Le 19 janvier, l'identité des victimes est dévoilée par la Sûreté du Québec[4].
- 16 janvier - L'entreprise originaire de la Beauce, Bizou, déclare la fermeture immédiate de sa cinquantaine de magasins présentement ouverts. À l'abri de ses créanciers depuis octobre 2020. Les problèmes financiers de Bizou sont dus à la pandémie de la Covid-19, à la fin de ses opérations en France en 2019 et à la concurrence du géant Amazon[5].
- 17 janvier - 
  - Le ministre de la santé du Québec, Christian Dubé  nomme une conciliatrice pour dénouer la crise secouant les urgences de l'Hôpital Maisonneuve-Rosemont ou une centaine d'infirmières menaceraient de démissionner en raison de l'affluence record que reçoit cet hôpital[6].
  - La Cour supérieure du Québec tranche que le projet de tramway de Québec est légal et que le projet peut aller de l'avant[7].
- 19 janvier - 
  - Magali Picard devient la première femme et la première Autochtone à devenir présidente de la FTQ. Elle succède ainsi à Daniel Boyer[8].
  - Les infirmières des sept villages de la côte de la baie d'Hudson font un sit-in, en soirée, pour protester contre leurs conditions de travail et la grave pénurie de personnel qui touche leur région. À l'été de 2022, elles avaient demandé l'intervention de l'armée en soutien à leur travail[9].
  - Sandro Grande s'excuse publiquement des propos qu'il a tenus en 2012 concernant l'attentat contre Pauline Marois au Métropolis[10].
- 21 janvier - Le Drapeau du Québec a 75 ans. Il a été déployé pour la première fois le 21 janvier 1948 au mat de la tour centrale de l'Assemblée nationale . Pour célébrer cet anniversaire, le plus grand drapeau de l'histoire du Québec est déployé sur l'esplanade de la Place des Arts à Montréal. Il mesure 60 pieds par 90 pieds et a été présenté par la Société Saint-Jean-Baptiste de Montréal[11].
- 23 janvier - Les chauffeurs de la Société de transport de Lévis déclenchent une grève de 6 jours après l'échec des négociations pour le renouvellement de leur convention collective. Excepté le transport adapté et les circuits desservis par Autocars des Chutes, aucun autobus ne circule sur le territoire de la ville de Lévis et en direction de la ville de Québec[12].
- 26 janvier - 
  - Bernard Drainville dévoile ses sept priorités comme ministre de l'Éducation. Parmi elles, citons la lutte contre le manque de personnel et la création d'éducateurs en service de garde[13].
  - Harold LeBel est condamné à 8 mois d'emprisonnement après avoir été déclaré coupable en 2022[14].
- 30 janvier - 
  - La Société des traversiers du Québec (STQ) prévoit investir 191,5 millions $ pour acquérir trois nouveaux navires électriques destinés aux traverses de L’Isle-aux-Coudres et de Sorel-Tracy. Les premiers traversiers pourraient être en fonction en 2029[15].
  - Le cardinal Marc Ouellet démissionne de la Congrégation pour les évêques. Visé par des allégations d'inconduite sexuelle, il ne sera plus préfet de la Congrégation pour les évêques, ni président de la commission pontificale pour l'Amérique latine. Le pape François  a accepté sa démission. Âgé de 78 ans, l'ecclésiastique avait dépassé de trois ans l'âge normal de la retraite des évêques. Malgré cela, son mandat avait été prolongé pour trois ans en 2020[16]
- 31 janvier - : L'Assemblée nationale adopte à l'unanimité une motion demandant au premier ministre Trudeau «de mettre fin au mandat d'Amira Elghawaby à titre de représentante spéciale du Canada chargée de la lutte contre l'islamophobie». Celle-ci avait tenu des propos controversés concernant l'attitude des Québécois envers les musulmans[17].

### Février
- 1er février - Après une rencontre avec le chef bloquiste Yves-François Blanchet, Amira Elghawaby s'excuse de ses propos tenus en 2019 concernant le «racisme» des Québécois[18].
- 2 février - La société mère de l’entreprise biopharmaceutique de Québec Medicago  annonce qu’elle mettrait fin à toutes les activités de sa filiale au Québec. Cette fermeture entraine la perte de 300 emplois. Un nouveau complexe doit être inauguré, en 2023, dans le secteur de la rue d'Estimauville du quartier Vieux-Moulin de l’arrondissement de Beauport[19].
- 3 février - 
  - La Santé publique au Québec de la région de l'Estrie émet des recommandations à la population de la MRC Le Granit et de la municipalité de Lac-Mégantic avant la diffusion de la série Mégantic disponible dès le 9 février sur Club Illico[20].
  - Une vague de froid polaire s’installe sur le Québec du vendredi 3 au samedi 4 février, pendant laquelle des températures ressenties descendent jusqu’à -50 dans certaines régions[21].
- 8 février - Un chauffeur d'autobus de la Société de transport de Laval, Pierre Ny St-Amand, fonce dans une garderie de la ville avec son véhicule, entraînant deux enfants dans la mort. Six autres enfants sont blessés. L'homme, rapidement arrêté sur les lieux, est accusé de conduite dangereuse et d'homicide[22].

- 13 février - L'enquête publique sur la mort des petites sœurs Carpentier tuées par leur père en juillet 2020 débute[23].
- 14 février - Le Québec, comme les autres provinces, accepte la proposition d'Ottawa aur les transferts fédéraux en santé. Cette offre est bien en deçà des demandes provinciales. Le Québec obtient 1 milliard $ par année pendant 10 ans alors qu'il demande 6 milliards $[24].
- 15 février - Le gouvernement dépose le projet de loi 10 abolissant dans les trois ans les agences privées de santé[25].
- 16 février - Le gouvernement dépose le projet de loi 11 élargissant les critères d'admissibilité à l'aide médicale à mourir. Les demandes anticipées de personnes atteintes d'une maladie grave et incurable seront désormais permises[26].
- 22 février - La chaîne de magasins, Le Centre du rasoir ferme une majorité de ses magasins après s'être mis sous la protection de la Loi sur les faillites en décembre 2022[27].
- 24 février - François Legault rencontre le premier ministre terre-neuvien Andrew Furey dans le but de commencer les négociations d'une nouvelle entente entre les deux provinces concernant le contrat de vente d'électricité de Churchill Falls, qui avait été conclu en 1969[28].

### Mars
- 5 mars - Le Commissaire de la Ligue de hockey junior majeur du Québec, Gilles Courteau, remet sa démission immédiate après les déclarations d'un ancien joueur de la LHJMQ ayant subit une agression sexuelle durant son séjour dans la ligue. Courteau lui-même avait fait des déclarations controversées sur les initiations dégradantes dans le hockey majeur lors d'une commission parlementaire[29].
- 7 mars -  
  - Visée par une enquête policière, la députée de la CAQ, Marie-Louise Tardif, se retire du caucus temporairement, le temps que la division des crimes majeurs de la Sûreté du Québec complète son enquête sur des allégations de menaces qu’elle aurait proférées dans une salle de cour[30].
  - La LHJMQ a officialisé la nomination de Mario Cecchini comme successeur de Gilles Courteau et nouveau commissaire du circuit. Il entrera en fonction le 8 mai. Martin Lavallée, commissaire-adjoint assure l'intérim pendant ce temps[31].
- 8 mars -  Marc Garneau démissionne comme député de la circonscription fédérale de Notre-Dame-de-Grâce—Westmount. Des raisons familiales sont évoquées ainsi que son désaccord avec son parti à propos du projet de loi C-13 sur les langues officielles[32]
- 10 mars - Pierre Karl Péladeau est le nouveau propriétaire des Alouettes de Montréal. L'annonce est faite en compagnie de Randy Ambrosie (en), le Commissaire de la Ligue canadienne de football[33].
- 11 mars - Lors du congrès du Parti québécois, qui se tient à Sherbrooke, le chef Paul St-Pierre Plamondon reçoit l'appui de 98,51 % des délégués, un record pour ce parti[34].
- 13 mars - 
  - Élection partielle dans Saint-Henri–Sainte-Anne. Guillaume Cliche-Rivard candidat pour Québec solidaire remporte l'élection dans cette circonscription. C'est la première défaite libérale dans ce comté depuis sa création en 1992[35].
  - Un individu heurte volontairement et de façon préméditée des piétons dans une attaque à la voiture-bélier à Amqui, dans le Bas-Saint-Laurent. Il en résulte en la mort de trois personnes et des blessures à 8 autres personnes[36],[37],[38].
- 15 mars - 
  - Radio-Canada confirme que 200 familles seront relocalisées à Rouyn-Noranda à cause des émanations polluantes de la Fonderie Horne[39].
  - Une collision frontale entre un poids lourd et une minifourgonnette fait trois morts et neuf blessés sur la route 112 dans la municipalité de Saint-Frédéric en Beauce[40].
- 16 mars - Un incendie majeur ravage un immeuble patrimonial situé sur la place d'Youville dans le Vieux-Montréal. Le Service de police de la Ville de Montréal annonce le 18 mars que sept personnes manqueraient à l’appel à la suite de l’incendie. Ces personnes auraient loué des appartements dans l’immeuble sur la plateforme Airbnb, non autorisés dans cette zone de la métropole[41],[42]. Le bilan final fait état de 7 décès, 9 blessés et de 6 personnes ayant pu s'échapper par eux-mêmes ou avec l'aide des pompiers.
- 17 mars - Un jeune homme est accusé d'avoir sauvagement assassiné à coups de couteau sa mère, son père et sa grand-mère, dans un logement du quartier Rosemont, à Montréal. Il est déjà connu par les autorités pour des problèmes de santé mentale[43].
- 21 mars - Éric Girard présente le budget du gouvernement du Québec de 2023 avec des dépenses de 147,9 milliards $ et des revenus de 147,7 milliards $. Il annonce une baisse d'impôt, une bonification du crédit d'impôt pour solidarité et une dette québécoise s'établissant à 207 milliards $[44].
- 25 mars - En visite à Malmö en Suède, le maire de Québec, Bruno Marchand, déclare qu'un éventuel troisième lien devrait seulement servir au transport collectif[45].
- 26 mars - Bruno Marchand nuance ses derniers propos. Il déclare que, pour le moment, il n'appuie pas la construction d'un tunnel réservé au transport en commun[46].
- 27 mars - 
  - Le Bureau des enquêtes indépendantes déclenche une enquête sur les circonstances d’une intervention policière où un homme a été abattu et une policière poignardée à mort à Louiseville, en Mauricie[47].
  - Québec dépose le projet de loi 19 limitant à 14 ans l'âge minimal des adolescents pour travailler[48].
- 28 mars - La députée Marie-Louise Tardif réintègre le caucus de la Coalition avenir Québec[49].
- 29 mars - 
  - Le ministre de la Santé, Christian Dubé, dépose le projet de loi 15 devant réformer le système de santé. L'agence Santé Québec sera créée centralisant toutes les activités liées au système de santé[50].
  - Les Coops de l'information incluant les journaux Le Soleil, Le Droit, Le Quotidien, La Voix de l'Est, La Tribune et Le Nouvelliste indiquent qu'ils ne publieront plus d'édition en papier le samedi à partir de décembre 2023. Tous ces journaux seront seulement numériques[51].
- 30 mars - 8 corps de migrants, sur une possibilité de 9, voulant traverser aux États-Unis, ont été retrouvés dans le Fleuve Saint-Laurent, près d'une embarcation renversée, dans la communauté mohawk d'Akwesasne[52].
- 31 mars - Le père d’une des victimes de l'incendie du 16 mars intente une action collective de plus de 22 millions $ contre l’avocat Emile-Haim Benamor qui possède l’immeuble, l'entrepreneur Tarik Hassan qui y louait des unités, et contre Airbnb pour avoir permis des locations illégales[53].

### Avril
- 4 avril - 
  - Québec annonce des investissements de 840 millions de dollars dont 519 venant directement de l'État québécois dans le but de moderniser le chantier maritime Davie de Lévis selon les critères d'Ottawa. De son côté, Justin Trudeau déclare que des négociations sont en cours pour la construction de six brise-glaces et un brise-glace polaire. On promet des retombées de 21 milliards de dollars en 20 ans pour la province[54].
  - L'ancien premier ministre du Québec, Jean Charest remporte son procès en Cour supérieure contre le gouvernement du Québec pour la divulgation illégale de renseignements personnels dans le cadre d'une enquête de l'UPAC. Le gouvernement québécois devra verser 35 000 $ en dommages-intérêts compensatoires et 350 000 $ en dommages-intérêts punitifs[55].
- 5 avril - Un mélange de neige, de pluie et de verglas résulte en une tempête de pluie verglaçante, la pire depuis le verglas massif de janvier 1998 dans le Nord-Est de l'Amérique du Nord. Plus de 1 200 000 abonnés[56] sont sans électricité dans les régions de Montréal, la Montérégie, l'Outaouais, Laval, les Laurentides, entre autres. Les accumulations de pluie verglaçante de cette journée sont de l’ordre de 15 à 25 mm selon les secteurs de la région de Montréal[57].
- 10 avril - Le premier ministre du Québec, François Legault, émet un gazouillis controversé le lundi de Pâques sur Twitter vantant le catholicisme alors que son gouvernement prêche pour la laïcité[58].
- 13 avril - La ville de Québec paiera 1,3 milliard de dollars à la compagnie Alstom pour la construction et l’entretien des rames du tramway de Québec qui sera opérationnel en 2029[59].
- 14 avril - La compagnie Olymel annonce la fermeture prochaine de son usine d'abattage de Vallée-Jonction[60].
- 18 avril
  - L'ordonnance de la cour protégeant l'identité de la victime d'Harold LeBel est levée à la demande de  la victime elle-même. Il s'agit de la mairesse actuelle de la ville de Longueuil et ancienne députée péquiste, Catherine Fournier. Un documentaire sur son expérience du système judiciaire sort le même jour que sa levée de l'ordonnance[61].
  - La ville de Québec recevra les Jeux du Canada d'hiver de 2027. Après que le Yukon ait retiré sa candidature pour recevoir les Jeux du Canada en novembre 2022, la ville de Québec a levé la main pour recevoir l'événement. Le Conseil des Jeux du Canada (CJC) contribueront pour la deuxième fois de son histoire à la « vieille capitale » par l’accueil de cette compétition nationale multisports. La première fois était pour les premiers jeux en 1967[62].
  - Le contrat à Alstom pour les rames du tramway de Québec est accepté de justesse au Conseil municipal de Québec par un vote de 11 conseillers en faveur contre 10 en désaccord[63].
- 20 avril - La ministre Geneviève Guilbault admet officiellement en conférence de presse que le troisième lien autoroutier entre Québec et Lévis ne se fera pas. Le tunnel sera simplement réservé au transport en commun. Aucune date d'échéance n'est prévue; les coûts de construction ne sont pas dévoilées non plus[64].
- 30 avril - 17 911 spectateurs sont réunis au Centre Vidéotron pour le deuxième match de la demi-finale de la Ligue de hockey junior majeur du Québec entre les Olympiques de Gatineau et les Remparts de Québec. Il s'agit d'un nouveau record pour le plus grand nombre de spectateurs à un match des séries de la LHJMQ. Le record abaissait la marque de 40 ans de 17 860 spectateurs établie au Forum de Montréal le 27 avril 1983[65].

### Mai
- 1er mai - 
  - Le salaire minimum passe à 15,25 $ l'heure. Il était auparavant à 14,25 $[66].
  - Deux pompiers aidant les résidants d’un foyer inondé sont emportés par les eaux de la Rivière du Gouffre à Saint-Urbain, dans la municipalité régionale de comté de Charlevoix[67],[68].
  - Des dégâts majeurs à Baie-Saint-Paul alors que des ponts, des routes, un camping et plusieurs immeubles ont été détruits par la crue des rivières du Gouffre et de des Mares, dans Charlevoix. Il y a aussi des inondations importantes dans les Laurentides, dans Lanaudière et dans la région de l'Outaouais[69].
- 2 mai - La route 131 est fermée à la hauteur de la Rivière Noire en raison des inondations qui ont provoqué son affaissement partiel[70].
- 4 mai - 
  - Thurso est le site de la cérémonie officielle qui nomme l'Autoroute 50 l'« autoroute Guy Lafleur » en l'honneur du joueur de hockey Guy Lafleur[71].
  - Le ministre de l'Éducation Bernard Drainville dépose un projet de loi lui donnant plus de pouvoirs sur les centres scolaires, notamment sur les nominations[72].
- 11 mai - Le tronçon de la route 138 situé dans le secteur de la rivière des Mares, à Baie-Saint-Paul est rouvert à la circulation après les inondations[73].
- 12 mai - 18 259 spectateurs sont réunis au Centre Vidéotron pour le premier match de la finale de la Ligue de hockey junior majeur du Québec entre les Mooseheads d'Halifax et les Remparts de Québec. Il s'agit, à nouveau, d'un nouveau record pour le plus grand nombre de spectateurs à un match des séries de la LHJMQ. Le record a été établi au Centre Vidéotron le 30 avril 2023[74].
- 14 mai -  
  - Le cimetière Notre-Dame-des-Neiges à Montréal rouvre ses portes pour une seule journée à l'occasion de la Fête des Mères, pendant un grève qui dure depuis le 12 janvier dernier[75].
  - Lors du congrès de la Coalition avenir Québec, qui se tient à Sherbrooke, François Legault reçoit 98,61 % d'appui lors du vote de confiance[76].
- 16 mai -
  - Le Groupe BMTC propriétaire des chaînes de magasins, Brault & Martineau, Tanguay, Economax et Liquida Meubles annonce le regroupement de ses enseignes sous les noms Tanguay et Tanguay L'Entrepôt[77],[78].
  - Manon Massé annonce qu'elle ne se représentera pas comme porte-parole féminine au prochain congrès de Québec solidaire en novembre 2023 déclenchant une course pour sa succession[79].
- 25 mai - La chapelle du monastère du Bon-Pasteur de Montréal est touchée par un incendie majeur[80]. Il  faut plus de 24 heures aux pompiers pour l'éteindre[81]. Le 27 mai, une quinzaine de pompiers sont toujours sur place pour s'assurer que le feu ne reprend pas[82].
- 26 mai - Le gouvernement annonce la « Vallée de la transition énergétique », une stratégie visant à positionner le Québec comme chef de file en matière d'électrification des transports[83].
- 27 mai - L'inauguration de la Tour du Port de Montréal[84].
- 29 mai - À Montréal, une quinzaine de partenaires dont les trois paliers de gouvernements annoncent GALOPH : Groupe d'accélération pour l'optimisation du projet de l'hippodrome pour planifier le nouveau quartier résidentiel sur le site de l'Hippodrome de Montréal[85].

### Juin
- 1er juin - 
  - Le ministère de l'Immigration, de la Francisation et de l'Intégration lance Francisation Québec, une nouvelle plateforme pour tous les services d’apprentissage du français au Québec[86].
  - À Chapais, 800 personnes sont évacuées à la suite de l'incendie de forêt qui menace la ville[87].
- 2 juin -  
  - À Sept-Îles, un état d’urgence est déclaré et 10 000 habitants sont évacués à cause d'un incendie de forêt[88].
  - Lebel-sur-Quévillon doit être évacué au complet en raison d'un incendie de forêt. Les 2 000 résidents doivent se déplacer vers Senneterre en Abitibi-Témiscamingue[89]
  - Le Groupe TVA annonce la fin de la présentation des bulletins de nouvelles de la région de Québec, la fin de la semaine soit le samedi et le dimanche à partir du 19 juin. Les raisons évoquées sont la concurrence virulente des géants du Web et de Radio-Canada, à des baisses importantes de revenus publicitaires ainsi qu’à un cadre réglementaire coûteux et inéquitable[90].
  - Une famille est décimée lors de la sortie de pêche qui a viré au drame, un père et deux de ses enfants sont morts noyés, surpris par la marée montante, à Portneuf-sur-Mer, sur la Côte-Nord. Deux autres enfants ont perdu la vie lors de cette soirée de pêche aux capelans[91].
- 3 juin - Les 754 habitants de Normétal en Abitibi doivent être évacués à cause d'un feu de forêt[92].
- 4 juin - Les Remparts de Québec remportent leur 3e Coupe Memorial  en défaisant en finale du tournoi, les Thunderbirds de Seattle 5-0. Une première victoire pour les Remparts depuis 2006[93].
- 7 juin - Les feux de forêt obligent l'évacuation de Chibougamau. Les municipalités les plus menacées sont Normétal et Saint-Lambert[94].
- 8 juin - Le Monument-National à Montréal tient une chapelle ardente en hommage à Michel Côté[95].
- 13 juin - 
  - Patrick Roy  et Jacques Tanguay annoncent qu'ils quittent les Remparts de Québec[96].
  - Jonathan Marchessault remporte le trophée Conn-Smythe remis au joueur ayant été le plus utile en séries éliminatoires de la Ligue nationale de hockey. Il est le premier Québécois a remporté ce trophée depuis Jean-Sébastien Giguère en 2003[97].
- 14 juin - Quatre jours après Chibougamau et un jour après Saint-Lambert, Beaucanton et Val-Paradis, les habitants de Normétal peuvent réintégrer leur municipalité[98].
- 18 juin - Les habitants de Lebel-sur-Quévillon peuvent réintégrer leur municipalité mais la menace d'une nouvelle évacuation est toujours présente[99].
- 19 juin - La nomination d'Émile Bilodeau par le Mouvement national des Québécoises et Québécois pour l'animation du spectacle de la Fête nationale du Québec le 23 juin sur les Plaines d'Abraham à Québec crée un malaise chez les membres du Parti québécois. La porte-parole péquiste, Méganne Perry Mélançon refuse l’invitation de s’adresser au public lors de la cérémonie protocolaire du spectacle. Le PQ proteste ainsi contre la nomination du chanteur à titre d’animateur de la soirée, parce qu’il a souhaité la mort du PQ et a dénigré son chef Paul St-Pierre Plamondon[100].
- 22 juin - Les habitants de Lebel-sur-Quévillon sont de nouveau obligés d'évacuer la ville[101].
- 25 juin - À cause de la très mauvaise qualité de l'air due aux feux de forêt du nord du Québec, Montréal est catégorisée la ville la plus polluée au monde[102].
- 27 juin - Postes Canada dévoile un timbre en l'honneur de Denys Arcand au Théâtre Outremont à Montréal[103].

### Juillet
- 1er juillet - À Québec, les 900 chauffeurs du RTC débutent une grève de deux semaines. Le litige est salarial, le RTC déclarant que son cadre financier ne lui permet pas de satisfaire les demandes du syndicat. Les négociations se poursuivent[104],[105].
- 5 juillet - La grève des chauffeurs qui paralysait le Réseau de transport de la Capitale depuis le 1er juillet se termine par une entente de principe et par un vote de 88 % d'acceptation de la nouvelle convention suggérée par la partie patronale et recommandée par le syndicat[106].
- 11 juillet - Des évacuations sont organisées à Sherbrooke et dans la grande région de Québec à cause de pluies diluviennes et des inondations qui ont suivi[107].
- 13 juillet - Des vents violents et des pluies torrentielles provoquent de grandes accumulations d’eau amenant des inondations dans plusieurs villes du Québec. Une tornade s'est formée à Mirabel. Les spectacles au Festival d'été de Québec sont annulés en précaution de la cellule orageuse[108].
- 15 juillet - Plusieurs communautés autochtones habitant à proximité de la Baie James sont évacuées à cause de la menace de feux de forêt gigantesques[109].
- 19 juillet - La députée caquiste de Jean-Talon, Joëlle Boutin, annonce sa démission pour le 31 juillet prochain[110].
- 28 juillet - Le Réseau express métropolitain de la région de Montréal est inauguré et mis en service en compagnie de dignitaires, incluant la mairesse de Montréal, le premier ministre du Québec et le premier ministre du Canada[111].

### Août
- 1er août - 
  - Un petit avion s’écrase après une tentative d’atterrissage sur la piste principale de l’Aéroport international Jean-Lesage de Québec, faisant un blessé[112].
  - La Cour supérieure du Québec statue que le gouvernement Legault n'a pas le droit d'abolir les commissions scolaires anglophones[113].
- 7 août - Juliette Brun fondatrice de la chaîne de restaurants chocolatés Juliette & Chocolat ferme ses dix succursales de la région montréalaise. Elle conserve sa boutique en ligne ainsi que son réseau de revendeurs de ses produits à travers le Québec[114].
- 11 août - L'homme d'affaire milliardaire québécois Robert Miller, accusé d'agressions sexuelles et d'exploitation sexuelle sur des adolescentes, fait face à un recours collectif. 28 femmes se rajoutent aux plaignantes qui l'accusaient déjà. Les faits ont eu lieu entre 1992 et 2012[115].
- 17 août - Québec et Ottawa annoncent l'investissement de 644 millions de dollars pour la construction d'une usine Ford à Bécancour. Cette usine fabriquera des batteries nécessaires à des véhicules électriques[116].
- 19 août - Bell Média annonce la disparition de la chaîne Vrak le 1er octobre 2023. Une perte d'auditoire au profit du web ainsi que le retrait de la chaîne du bouquet de canaux offert par le concurrent, Vidéotron, seraient les causes de sa disparition[117].
- 23 août - Le ministre de l'Éducation, Bernard Drainville, annonce qu'il interdira le téléphone portable (cellulaire) dans les classes des écoles publiques du Québec[118]. Dans la même conférence de presse, Drainville déclare qu'il manque près de 9 000 professeurs pour l'année scolaire qui débute. Il demande aux enseignants retraités de revenir dans le réseau et déclare qu'il faut « un adulte » pour pallier le manque d'enseignants[119].
- 28 août - L'incendie du 16 mars 2023 dans le Vieux-Montréal qui a fait 7 morts et 9 blessés seraient d'origine criminelle selon les autorités[120].

### Septembre
- 6 septembre - Le chef du Parti conservateur du Canada, Pierre Poilievre, déclare que, s'il devient premier ministre du Canada, il ne financera pas un dépassement des coûts concernant la construction du tramway de Québec. Il affirme être le seul parti fédéral pro-automobile[121].
- 13 septembre - Olymel annonce la fermeture prochaine de son usine de Princeville. 301 travailleurs perdent leur emploi. Cela advient quelques mois après la fermeture de l'usine d'Olymel de Vallée-Jonction[122].
- 15 septembre - Un sommet spécial sur l'itinérance a lieu à Québec. Organisé par l'Union des municipalités du Québec, il réunit les représentants des municipalités, du gouvernement du Québec ainsi que de quelques spécialistes. Le nombre d'itinérants est en constante augmentation au Québec. De 2018 à 2022, il est passé de 5 800 à près de 10 000[123].
- 17 septembre - Les Capitales de Québec remportent le 2e championnat consécutif des séries éliminatoires de la Ligue Frontière ainsi que leur 9e dans l'histoire de la franchise depuis 1999[124].
- 19 septembre - L'île d'Anticosti est maintenant inscrite au patrimoine mondial de l'UNESCO[125].
- 21 septembre - Laurent Duvernay-Tardif annonce sa retraite comme joueur professionnel de football dans la National Football League[126].
- 23 septembre - Plusieurs milliers d'employés de la fonction publique manifestent à Montréal. Ils réclament du gouvernement de meilleures conditions de travail et une augmentation de salaire[127].
- 28 septembre - Les gouvernements fédéral et québécois annoncent qu'ils investiront 7 milliards $ dans la construction de la giga usine Northvolt Six à McMasterville. Cette usine créera 3 000 emplois et fabriquera des batteries d'autos[128].

### Octobre
- 2 octobre - 
  - Pascal Paradis, remporte la circonscription de Jean-Talon pour le Parti québécois lors de l'élection partielle. Il succède ainsi à Joëlle Boutin de la Coalition avenir Québec. Paradis remporte l'élection avec 44 % des votes contre Marie-Anick Shoiry de la CAQ avec 21 % des votes[129].
  - À Montréal, MU inaugurent leur plus grande fresque murale à ce jour : Damiers 2023, un hommage à Françoise Sullivan sur une tour du complexe Place Dupuis[130].
- 3 octobre - À la suite de la défaite de la CAQ dans la circonscription de Jean-Talon, François Legault déclare qu'il consultera la population de Québec sur l'éventualité de faire revivre le projet de troisième lien[131].
- 12 octobre - Le complexe hydroélectrique de la Romaine sur la Côte-Nord est inauguré[132].
- 23 octobre :
  - Le Parti québécois rend public un budget de l'an 1 d'un Québec indépendant. Selon lui, un Québec souverain serait viable et profitable[133].
  - Des citoyens de Rouyn-Noranda déposent en Cour supérieure une action collective contre la Fonderie Horne et le gouvernement du Québec. La fonderie est accusée de polluer excessivement l'air de la ville. Les dommages-intérêts pourraient s'établir à 528 000 $ par citoyen[134].
- 29 octobre - Le Front commun rejette la nouvelle offre gouvernementale de 10,3 % en cinq ans d'augmentation salariale. Les syndicats demandent 20 %. Une grève de 24 heures est prévue le 6 novembre[135].

### Novembre
- 2 novembre - 
  - Le président d'Hydro-Québec, Michael Sabia, annonce son intention de construire de nouvelles centrales hydroélectriques, de tripler la production éolienne, de développer l'énergie solaire et d'augmenter la puissance des centrales déjà existantes et ce, d'ici 2035[136].
  - Pierre Karl Péladeau annonce une restructuration complète du Groupe TVA à cause notamment de la concurrence inégale des géants du web (Google, Instagram, Facebook, etc.). TVA accumulé un déficit de 13 millions de dollars lors du troisième trimestre de 2023. 547 emplois seront abolis[137].
- 5 novembre - Le 45e Gala de l'ADISQ est de nouveau animé par Louis-José Houde. Daniel Bélanger est sacré compositeur de l'année et interprète masculin de l'année. Alexandra Stréliski est l'interprète féminine. Les Cowboys fringants sont le groupe de l'année. La soirée est d'ailleurs consacrée à Karl Tremblay, son membre le plus connu, qui est atteint d'un cancer[138].
- 6 novembre - Les 420 000 syndiqués du Front commun entament une grève de 24 heures. En même temps, ils annoncent une nouvelle grève qui va durer trois jours, du 21 au 23 novembre[139].
- 7 novembre - Dans son énoncé économique, le ministre des Finances Eric Girard prévoit un ralentissement économique pour les 6 prochains mois et l'équilibre budgétaire en 2027-2028. Il annonce l'injection de montants substantiels dans la construction de 8 000 logements sociaux et abordables. Aucun montant additionnel n'est cependant prévu pour les employés du secteur public[140].
- 8 novembre - 
  - Les 80 000 membres de la FIQ entament une grève de 48 heures. Deux autres journées de grève sont annoncées pour les 23 et 24 novembre. La FIQ, comme le Front commun, demande de meilleures conditions de travail[141].
  - Le gouvernement Legault refuse le plan de tramway de la ville de Québec. Il confie à la Caisse de dépôt et placement le mandat de trouver le meilleur projet de réseau de transport structurant[142].
- 13 novembre - L'ancienne députée solidaire Catherine Dorion sort son autobiographie Les têtes brûlées dans laquelle elle s'en prend au parti Québec solidaire, à Gabriel Nadeau-Dubois, au parlementarisme et aux médias[143].
- 17 novembre - Le décès de Karl Tremblay, chanteur des Cowboys Fringants émeut la population du Québec et de la francophonie. Le premier ministre, François Legault propose à la famille de Karl Tremblay des funérailles nationales. Des veillées de rassemblement en hommage à son legs se déroulent, principalement, dans sa ville de résidence de L'Assomption, au pied du Mont Royal à Montréal, sur les Plaines d'Abraham à Québec ainsi qu'à Sainte-Anne-des-Monts, en autres[144].
- 19 novembre - Les Alouettes de Montréal remportent leur 8e Coupe Grey de leur histoire en battant les Blue Bombers de Winnipeg, 28-24, au Tim Hortons Field à Hamilton [145].
- 21 novembre - Malgré la nomination d'un conciliateur, Le Front commun entame une grève de trois jours[146].
- 22 novembre - Le gouvernement du Québec, par le biais de François Legault, annonce qu'une « cérémonie d'hommage national », au lieu de funérailles nationales, aura lieu le 28 novembre 2023 pour Karl Tremblay au Centre Bell[147].
- 23 novembre - Les infirmières de la FIQ et les enseignants de la FAE se joignent aux grévistes du Front commun. Pour la FIQ, la grève amorcée est de deux jours. Pour la FAE, elle est illimitée. 570 000 employés du secteur public sont en grève[148].
- 26 novembre - Lors du congrès de Québec solidaire, à Gatineau, Émilise Lessard-Therrien est élue porte-parole féminine du parti[149].

### Décembre
- 7 décembre - Manon Jeannotte est nommée lieutenante-gouverneure du Québec[150].
- 8 décembre - Le Front commun, qui a refusé les dernières offres bonifiées du gouvernement, entame une grève de sept jours[151].
- 9 décembre - Le projet de loi 15, réformant complètement le système de santé, est adopté sous bâillon à l'Assemblée nationale. C'est la fin de la session parlementaire[152].
- 10 décembre - Lors du 25e gala Québec Cinéma, le film Viking remporte quatre prix dont celui du meilleur film. Steve Laplante est meilleur acteur pour Viking et Kelly Depeault meilleure actrice pour Noémie dit oui. Rémy Girard remporte le prix Hommage et un hommage est rendu à Michel Côté décédé[153].
- 13 décembre - Gérard Depardieu est radié comme chevalier de l'Ordre national du Québec. Le premier ministre, François Legault annonce qu’il procède à la radiation du controversé acteur français sous la recommandation unanime des membres du Conseil de l’Ordre national du Québec[154].
- 19 décembre - Des travaux de soudure à l'intérieur du garage de l’entreprise Propane Lafortune à Saint-Roch-de-l'Achigan, dans Lanaudière, ont causé l'explosion qui a tué trois personnes le 12 janvier 2023. C'est ce que détermine la Commission des normes, de l’équité, de la santé et de la sécurité du travail (CNESST) dans un rapport rendu public aujourd'hui[155].
- 23 décembre - Le syndicat de l'enseignement affilié au Front commun (FSE-CSQ) signe une entente de principe avec le gouvernement [156]
- 27 décembre - La Fédération autonome de l'enseignement (FAE) confirme qu’elle est parvenue à établir une proposition globale de règlement avec le gouvernement du Québec. Un premier déblocage officiel depuis le 21 novembre dernier, début de la grève illimitée[157].
- 28 décembre - Tous les syndicats du Front commun concluent une entente de principe avec le gouvernement[158].
- 30 décembre - Les journaux de la Coopérative nationale de l'information indépendante soit Le Soleil, Le Nouvelliste, La Tribune, La Voix de l'Est, Le Quotidien et Le Droit publient une dernière édition en format papier et ne passe qu'au format numérique en 2024[159].

## Décès
Cette section contient les personnalités notables québécoises mortes en 2023 et les personnalités notables non québécoises mortes en 2023 au Québec. 
- 1er janvier
  - Ghislain Lebel (homme politique) (º 17 février 1946)
  - Bob Rivard (joueur de hockey) (º 1er août 1939)
- 7 janvier - Henri Saint-Georges (annonceur) (º 30 juin 1932)
- 9 janvier - George S. Zimbel (photographe) (º 15 juillet 1929)
- 14 janvier - 
  - Jean-Claude Leclerc (journaliste, professeur) (º 1940)
  - Harvey Mead (militant environnemental, enseignant, sous-ministre et commissaire au développement durable) (º 1940)
- 16 janvier - Alan Glass (artiste multidisciplinaire) (º 30 juin 1932)
- 6 février - Carole Laganière (réalisatrice au cinéma) (º 1959)
- 12 février - Billy Two Rivers (en) (acteur, lutteur professionnel et homme politique) (º 5 mai 1935)
- 13 février - Nadine Girault (gestionnaire et femme politique) (º 2 mai 1959)
- 18 février - Léopold Foulem (céramiste et professeur) (º 4 avril 1945)
- 23 février - Robert Normand (haut-fonctionnaire, président-éditeur du journal Le Soleil) (º 1936)
- 24 février - Louis Roquet (haut-fonctionnaire) (º 1943)
- 9 mars - Michel Côté (homme politique) (º 12 août 1937)
- 14 mars - 
  - Louisette Dussault (comédienne) (º 12 juin 1940)
  - Jacques Cossette-Trudel (militant politique, scénariste, réalisateur) (º 15 février 1947)
- 16 mars - Claude Fournier (réalisateur, scénariste) (º 23 juillet 1931)
- 17 mars - Pierre A. Michaud (juriste, juge en chef du Québec) (º 17 avril 1936)
- 19 mars - Diane Boissonneault alias Lili Gulliver (écrivaine) (º novembre 1954)
- 29 mars - Pierre Lampron (haut-fonctionnaire et gestionnaire d'entreprises culturelles) (º 25 février 1946)
- 1er avril - Pierre Schneider (journaliste et militant indépendantiste) (º mars 1945)
- 7 avril - Pierre Champagne (journaliste) (º 29 janvier 1945)
- 9 avril - Paul-Emile Tremblay (journaliste) (º 1929)
- 2 mai - Gilles Boivin (journaliste) (º 1946)
- 5 mai - 
  - Réal D'Amours (journaliste) (º 16 novembre 1945)
  - Brian McKenna (réalisateur, scénariste, producteur et acteur)  (º 8 août 1945)
- 7 mai - Marc Lalonde (homme politique) (º 26 juillet 1929)
- 12 mai - François Guy (auteur,compositeur,interprète) (º 1947)
- 16 mai - Frédéric Bastien (journaliste, historien, professeur et homme politique) (º 4 septembre 1969)
- 23 mai - Michel L'Hébreux (historien du Pont de Québec, administrateur scolaire) (º 17 mai 1947)
- 29 mai - Michel Côté (acteur de théâtre, au cinéma et de télévision) (º 25 juin 1950)
- 30 mai - François Hébert (écrivain et professeur) (º 23 avril 1946)
- 2 juin - Reno Salvail (artiste multidisciplinaire, photographe et auteur) (º 1947)
- 8 juin - Louis LeBel (juriste, ancien juge de la Cour suprême du Canada) (º 30 novembre 1939)
- 22 juin - Pierre Jutras (réalisateur et scénariste) (º 1er mai 1945)
- 30 juin - Marc-André Lussier (journaliste, critique de cinéma et blogueur au journal La Presse) (º 15 décembre 1959)
- 4 juillet - Denise Bombardier (animatrice et productrice de télévision, chroniqueuse, romancière, essayiste et polémiste) (º 18 janvier 1941)
- 5 juillet - Martin Stevens (Roger Prud'homme) (chanteur) (º 3 octobre 1953)
- 16 juillet - Ghislain Dufour (gestionnaire, président du Conseil du patronat du Québec de 1986 à 1997) (º 28 septembre 1934)
- 19 juillet - Gilles Normand (journaliste politique) 1946)
- 26 juillet -
  - Zïlon (Raymond Pilon), (artiste peintre multidisciplinaire) (º 25 juillet 1956)
  - Jacques-Yvan Morin (juriste, professeur universitaire et homme politique, vice-premier ministre du Québec) (º 15 juillet 1931)
- 27 juillet - Pierre Collin (acteur, cofondateur du Théâtre d'Aujourd'hui)  (º 18 juillet 1938)
- 30 juillet - Réjean Bouchard (guitariste, arrangeur musical) (º 1956)
- 6 août - Gilles Gilbert (joueur de hockey) (º 31 mars 1949)
- 13 août - Rachel Laurin (organiste et compositrice) (º 11 août 1961)
- 26 août - Yvon Pedneault (journaliste sportif) (⁰ 6 août 1946)
- 2 septembre - Adrien Ouellette (enseignant et homme politique) (⁰ 9 février 1940)
- 4 septembre - Denis Monette (journaliste et romancier) (⁰ 6 décembre 1936)
- 5 septembre - Pierre Camu (professeur et géographe) (⁰ 19 mars 1923)
- 8 septembre - Monique Bégin (femme politique et ministre fédérale) (⁰ 1er mars 1936)
- 15 septembre - Claude Cormier (architecte paysagiste) (⁰ 22 juin 1960)
- 20 septembre - Renée Hudon (animatrice, conférencière et comédienne) (⁰ 14 juin 1942)
- 26 septembre -
  - Raynald Blais (homme politique) (º 5 janvier 1954)
  - Michel Cartier (professeur et intellectuel) (º 10 décembre 1932)
- 28 septembre - Louis Bernatchez (biologiste et professeur) (⁰ 2 mai 1960)
- 10 octobre - Hugo St-Laurent (musicien) (º 1978)
- 13 octobre - 
  - Hubert Reeves (astrophysicien, vulgarisateur scientifique et écologiste) (⁰ 13 juillet 1932)
  - Michel Lapierre (écrivain et journaliste) (⁰ 12 mai 1953)
  - Sonia del Rio (danseuse de flamenco) (⁰ 29 janvier 1940)
  - Robert Demers (avocat, administrateur et financier) (⁰ 10 octobre 1937)
- 14 octobre - 
  - Claude Bédard (journaliste et ex-directeur des sports au Journal de Québec) (⁰ 1937)
  - Guy Latraverse (agent d'artistes et producteur de spectacles) (⁰ 5 juillet 1939)
  - René Serge Larouche (homme politique) (⁰ 27 février 1944)
- 23 octobre - Yves Beaumier (philosophe et homme politique) (⁰ 3 décembre 1942)
- 26 octobre - Hélène Alarie (agronome, fonctionnaire, professeure et femme politique) (⁰ 6 juin 1941)
- 31 octobre - Fabien Roy (homme politique) (⁰ 17 avril 1928)
- 3 novembre - Ian Ferrier (poète, musicien, chorégraphe et animateur) (⁰ 1954)
- 6 novembre -
  - Denis Ferland (journaliste) (⁰ 1967)
  - Léa-Marie Cantin (actrice) (⁰ 1956)
- 8 novembre - Bernard Lemaire (homme d'affaires, cofondateur de Cascades) (⁰ 6 mai 1936)
- 14 novembre - André Berthiaume (romancier, nouvelliste et essayiste) (⁰ 15 mai 1938)
- 15 novembre - Karl Tremblay (chanteur du groupe Les Cowboys Fringants) (⁰ 28 octobre 1976)
- 17 novembre - Gregory Woolley (criminel) (⁰ 1972)
- 19 novembre -
  - Marcel Lessard (contremaître et homme politique) (⁰ 14 août 1926)
  - Madeleine des Rivières (écrivaine, auteure de contes et de biographie) (⁰ 29 avril 1922)
- 20 novembre -
  - Richard Cloutier (psychologue et professeur) (⁰ 21 novembre 1946)
  - Mario Hudon (animateur de radio)  (⁰ 1960)
- 22 novembre - Émile Martel (poète, traducteur, nouvelliste, diplomate, écrivain, romancier)  (⁰ 10 août 1941)
- 28 novembre - Luc Tremblay (homme politique, député de Chambly de 1981 à 1985)  (⁰ 16 septembre 1939)
- 29 novembre - Maurice Leroux (réalisateur)  (⁰ 21 février 1924)
- ? décembre - Pierre Beaulieu (journaliste et chef de pupitre) (º décembre 1948)
- 1er décembre - Daniel Langlois (homme d'affaires et mécène)  (º 6 avril 1957)
- 5 décembre - Yvon Pageau (paléontologue, géologue, écrivain et conférencier) (º 24 décembre 1925)
- 10 décembre - Nive Voisine (historien et un homme d'Église)  (⁰ 27 avril 1928)
- 11 décembre - Alain Chartrand (scénariste, producteur et réalisateur)  (⁰ 2 février 1946)
- 17 décembre - Marie-Andrée Cossette (artiste, professeure de l'Université Laval)  (⁰ 17 août 1946)
- 21 décembre - Roger Pomerleau (homme politique fédéral)  (⁰ 7 juin 1947)
- 24 décembre - 
  - Jean-Paul Chartrand père (journaliste sportif et animateur au football et boxe) (⁰ 1931)
  - Réginald Savage (joueur de hockey) (⁰ 1er juin 1970)
- 26 décembre - Réjean Genest (homme politique fédéral)  (⁰ 9 mars 1946)

#### Articles généraux
- Chronologie de l'histoire du Québec (1982 à aujourd'hui)

#### Articles sur l'année 2023 au Québec
- Pandémie de Covid-19 au Québec
- Course aux postes de porte-paroles de Québec solidaire de 2023
- Feux de forêt de 2023 au Québec
- Grève du secteur public québécois de 2023

#### L'année 2023 dans le reste du monde
- L'année 2023 dans le monde
- L'année 2023 au Canada
- 2023 au Nouveau-Brunswick, 2023 au Manitoba, 2023 à Terre-Neuve-et-Labrador, 2023 en Colombie-Britannique, 2023 au Yukon, 2023 aux Territoires du Nord-Ouest, 2023 en Alberta, 2023 en Nouvelle-Écosse, 2023 au Nunavut, 2023 en Ontario, 2023 en Saskatchewan
- 2023 par pays en Amérique, 2023 au Canada, 2023 aux États-Unis
- 2023 en Europe, 2023 dans l'Union européenne, 2023 en Belgique, 2023 en France, 2023 en Italie, 2023 en Suisse
- 2023 en Afrique • 2023 par pays en Asie • 2023 en Océanie
- 2023 aux Nations unies
- Décès en 2023